# Гобријас I
Гобријас I (перс. Гаубарува; „онај који једе говедину“, акад. Губару, елам. Камбарма, грч. Gobryes, лат. Gobryas) је био персијски племић, један од генерала персијске војске током владавине Кира Великог, као први сатрап (покрајински намесник) Вавилоније
Гобријас је одиграо важну улогу у бици код Описа, односно приликом персијског освајања Вавилона 539. п. н. е. Према Набонидовом цилиндру, Гобријас је био гувернер Гутијума, и један од првих који су ушли у покорени главни град Вавилоније, где је заробио њиховог краља Набонида и поставио персијске службенике. Умро је 4. марта 538. п. н. е., након само неколико недеља владања као вавилонски сатрап. Наследио га је Набу Ахе Булит који је судећи према имену најверојатније био Вавилонац, dok је њега на месту сатрапа наследио Гобријас II